# Walter Beck (Regisseur)
Walter Beck (* 19. September 1929 in Mannheim; † 23. Juni 2024) war ein deutscher Regisseur, Drehbuchautor und Schauspieler, der vor allem durch seine Kinderfilme für die DEFA und das Fernsehen der DDR Bekanntheit erlangte. Daneben war er Theaterregisseur, Rezitator und künstlerischer Leiter von Festveranstaltungen.

## Leben und Werk
Walter Beck wurde als Sohn des Elektroingenieurs Georg Friedrich Beck und der Schneiderin Johanna Beck in Mannheim geboren, verbrachte aber seine Kindheit in Berlin, wohin seine Familie 1937 gezogen war. Nach dem Abitur absolvierte er von 1948 bis 1951 ein Regiestudium am DEFA-Nachwuchsstudio und wirkte anschließend als Regie-Assistent im Bereich Synchron und Dokumentarfilm mit. Seine Assistenz führte 1951/52 auch in das DEFA-Studio für Spielfilme, wo er Regisseur Otto Meyer bei Schatten über den Inseln und Richard Nicolas bei Anna Susanna unterstützte. Von 1952 bis 1954 wechselte er ins DEFA-Studio für Wochenschau- und Dokumentarfilme und assistierte unter anderem Herbert Ballmann bei Blaue Wimpel im Sommerwind. Seine erste eigene Inszenierung entstand 1953 mit dem Dokumentarfilm Herren der Felder, als er 1954 wieder in den Spielfilmbereich der DEFA wechselte, wo er vielen namhaften Regisseuren, wie Hans Müller, Slatan Dudow, Artur Pohl, Richard Groschopp, Kurt Jung-Alsen und Martin Hellberg assistierte.
1958 wurde Beck festangestellter Filmregisseur beim DEFA-Spielfilmstudio in Potsdam-Babelsberg. Sein Spielfilmdebüt Claudia aus dem Jahr 1959 sowie den Nachfolgefilm Der neue Fimmel aus dem Jahr 1959/1960 realisierte er vorwiegend für ein jüngeres Publikum, so dass er schnell zu einem beliebten Kinderfilm-Regisseur der DEFA avancierte. Später inszenierte Beck dann einige Märchenverfilmungen, die ihn über die Landesgrenzen der DDR bekannt werden ließen, wie 1965 Grimms König Drosselbart mit Manfred Krug in der Hauptrolle, Dornröschen (1971), Der Prinz hinter den sieben Meeren (1982), Der Bärenhäuter (1986) und Froschkönig (1988). Außerdem war Beck neben Gunter Friedrich einer der zentralen Vertreter des politischen Kinderfilms in der DDR, der historische Ereignisse und Klassenkämpfe aus der Perspektive der Kinder schilderte. Zu diesen Filmen, die in der Zeit der Bauernkriege, der mexikanischen Revolution, der Oktoberrevolution, der Weimarer Republik und des deutschen Faschismus spielen, gehören Als Martin vierzehn war (1964), Käuzchenkuhle (1968), Der rote Reiter (1970) und Des Henkers Bruder (1979) sowie der Film Trini (1976) nach einem Kinderbuch von Ludwig Renn. 1989/1990 verwirklichte er seinen letzten Film, Der Streit um des Esels Schatten, basierend auf dem Roman Die Abderiten von Christoph Martin Wieland.
Neben seinen Kinderfilmen beendete er 1961 die Aufnahmen zum Liebesfilm Drei Kapitel Glück mit Gisela Büttner, Manfred Borges und Gerlind Ahnert und Anfang der 1970er Jahre für den Siebenteiler Stülpner-Legende mit Manfred Krug in der Hauptrolle, dennoch machten ihn besonders die Kinderfilme populär. Neben der Filmarbeit war Beck auch als Theaterregisseur an Bühnen in Schwerin, Zwickau und Erfurt tätig, aber auch als Rezitator und von 1984 bis 1989 als Präsident des Nationalen Kinder- und Jugendfilmfestivals „Goldener Spatz“ in Gera.
Mit der Wende stellte er sein künstlerisches Wirken ein, da fortan seine Arbeit nicht mehr gefragt wurde. In der Manuskript-Reihe der DEFA-Stiftung erschien anlässlich des 90. Geburtstags des Regisseurs der Band Mär und mehr. Ein arbeitsbiographisches Kaleidoskop von Walter Beck.
Im September 2024 wurde bekannt, dass Walter Beck bereits am 23. Juni des Jahres verstorben war. Frank-Burkhard Habel würdigte Beck in einem Nachruf als letzten verbliebenen Filmschaffenden, „der die Filmgeschichte der DDR von Beginn an mitgestaltete und sie nach seiner Regiekarriere publizistisch aufarbeitete“.

## Auszeichnungen
- 1965: Goldene Flimmerkiste des DDR-Kinderfernsehens für König Drosselbart
- 1965: Internationales Filmfestival Mannheim-Heidelberg: Sonderpreis für Als Martin vierzehn war
- 1979: Goldener Spatz für Das Raubtier
- 1983: Silberner Greif (1. Preis, Kategorie Spielfilm) beim internationalen Kinder- und Jugendfilmfestival Griffoni Valle Piana für Der Prinz hinter den sieben Meeren
- 1987: Festival Internacional de Cine de Mar del Plata: Hauptpreis Goldene Welle für Biberspur
- 1989: Festival Goldener Spatz Gera: Auszeichnung für Verdienste um den Film für Kinder

## Filmografie
| - 1957: Die Schönste (Regie) - 1959: Claudia (auch Drehbuch) - 1960: Der neue Fimmel (auch Drehbuch) - 1961: Drei Kapitel Glück (auch Drehbuch) - 1964: Als Martin vierzehn war (auch Drehbuch, mit Manfred Richter) - 1965: König Drosselbart (auch Drehbuch, mit Günter Kaltofen) - 1967: Turlis Abenteuer (auch Drehbuch, mit Margot Beichler und Gudrun Rammler) - 1968: Käuzchenkuhle (auch Drehbuch, mit Horst Beseler und Günter Kaltofen) - 1970: Der rote Reiter (auch Drehbuch, mit Joachim Plötner) - 1971: Dornröschen (auch Drehbuch, mit Margot Beichler und Gudrun Deubener-Rammler) | - 1972/73: Stülpner-Legende (TV-Siebenteiler; auch Drehbuch, mit Claus-Ulrich Wiesner und Gerhard Branstner) - 1976: Trini (auch Drehbuch, mit Margot Beichler) - 1977: Das Raubtier (auch Drehbuch) - 1979: Des Henkers Bruder (auch Drehbuch) - 1982: Der Prinz hinter den sieben Meeren (auch Drehbuch) - 1984: Biberspur (auch Drehbuch) - 1985: Der Bärenhäuter (auch Drehbuch) - 1988: Froschkönig (auch Drehbuch) - 1989: Der Streit um des Esels Schatten (auch Drehbuch) |